# Трёхъязычная ересь

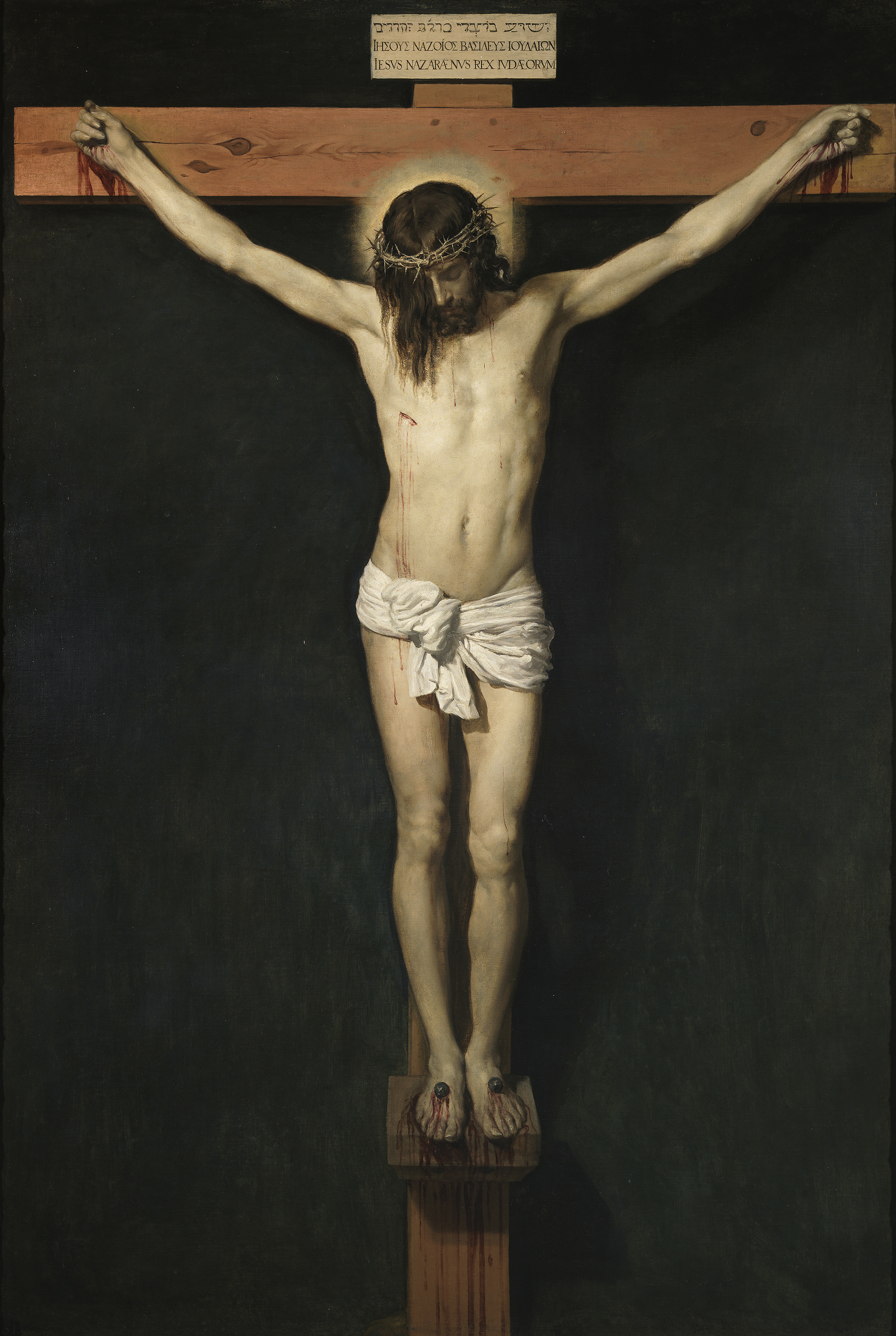
«Распятый Христос».
Д. Веласкес, около 1632, холст, масло, Прадо, Мадрид (над головой распятого Иисуса расположена табличка с надписями на трёх языках).

Трёхъязычная ересь — название для учения о возможности существования Священного Писания исключительно на языках, на которых была сделана надпись на Кресте Христовом: еврейском, греческом, латинском.
| Сирийский текст       | Греческий текст                            | Латинский текст              |
| --------------------- | ------------------------------------------ | ---------------------------- |
| ישו מנצרת מלך היהודים | ιησους ο ναζωραιος ο βασιλευς των ιουδαιων | Iesus Nazarenus Rex Iudæorum |

Пилат же написал и надпись, и поставил на кресте. Написано было: Иисус Назорей, Царь Иудейский. Эту надпись читали многие из Иудеев, потому что место, где был распят Иисус, было недалеко от города, и написано было по-еврейски, по-гречески, по-римски.
— Ин. 19:19—20
Выражение упоминается в житии Кирилла и Мефодия в связи с их переводами богослужебных текстов при основании славянских церквей, утверждённого Папой Адрианом II, и выступлениями против подобных взглядов.
Услышь мою молитву и сохрани верное стадо Твоё, пасти которое Ты поставил меня грешного и недостойного раба Твоего.
Избавь это стадо от всякого безбожия и нечестия и от всякого многоречивого еретического языка, говорящего на Тебя хулу.
Погуби трёхъязычную ересь и возрасти во множестве Свою Церковь.
Данные представления никогда не составляли официального учения церкви (хотя в определённое время могли иметь значительное число сторонников), как и никогда официально не анафематствовались (поэтому слово "ересь" в их исторически сложившемся названии имело поначалу полемический, а в настоящее время просто традиционный смысл).

## Сторонники
Священное Писание было написано на еврейском и греческом языках, латынь же причислена к священным языкам не только из-за упоминания в Новом Завете, но ещё и потому, что долгое время являлась единственным санкционированным языком литургии в Западной церкви (до XIII века, когда Папа Иннокентий IV восстановил глаголический обряд на церковнославянском языке). К сторонникам триязычия могут причислять таких деятелей Католической церкви как Иларий Пиктавийский, Пруденций, Аврелий Августин, Исидор Севильский, Рабан Мавр.

…Сейчас существуют три священных языка: еврейский, греческий и латинский, которые являются наилучшими во всём мире, ибо на этих трёх языках дело Его было написано Пилатом на Кресте Господнем.
Оригинальный текст (лат.)Tres autem sunt linguae sacrae: Hebraea, Graeca, Latina, quae toto orbe maxime excellunt. His namque tribus linguis super crucem Domini a Pilato fuit causa ejus scripta.
— Исидор Севильский, Этимологии 9, 1, 3
При этом систематизированный Исидором Севильским мосарабский обряд как раз таки в силу его авторитета оставался на уже непонятном вестготском языке вплоть до XVI века. 
Современные православные переводчики Библии на русский язык (Десницкий и Селезнёв) отмечают, что возражения византийских священников против догмата триязычия сегодня вполне подходят к официальному мнению РПЦ о, якобы, «сакральности» церковнославянского языка. А. С. Десницкий высказывался по поводу бытующего мнения о допустимости служения в РПЦ только на церковнославянском языке (противоречащем её реальной практике) так:
Восточная часть христианской Церкви порвала с западной, в Риме долгие века служили только на латыни и возражали против переводов Библии на народные языки, а вот сторонники славянского текста… Многие из них сегодня придерживаются своего рода четырёхъязычной ереси: к трём священным языкам они добавили четвёртый, самый самый священный славянский, и считают невозможным молитву на русском. Так, почитатели трудов Кирилла и Мефодия, по сути, выразили полную солидарность с их противниками.
М. Г. Селезнёв вторит:
Сейчас она (четырёхъязычная ересь) превратилась в моноязычную ересь, которая гласит, что единственный язык, достойный того, чтобы на нём звучало слово Божие, — это славянский. Апологеты славянского языка лишают сакральности даже латынь, а уж еврейский тем более.

## Противники
Папа римский Адриан II писал в Прагу князю Ростиславу, что если кто станет презрительно относиться к книгам, писанным по-славянски, то пусть он будет отлучён и отдан под суд Церкви, ибо такие люди суть «волки».
Папа Иоанн VIII в 880 году пишет князю Святополку, приказывая, чтобы проповеди произносились по-славянски.